# École de Barcelone
Pour les articles homonymes, voir Barcelone (homonymie).
L'École de Barcelone (en espagnol : Escuela de Barcelona) est un courant cinématographique né à Barcelone dans les années 1960, largement influencé par la Nouvelle Vague, et qui constitua en quelque sorte la réaction barcelonaise au Nouveau  Cinéma Espagnol, phénomène éminemment madrilène.

## Présentation
Le réalisateur Joaquin Jordà, un des chefs spirituels du groupe, en avait d’une phrase laconique résumé les aspirations : « Étant donné qu’il est impossible de faire du Victor Hugo, nous ferons du Mallarmé ». Les membres de l’École de Barcelone, considérant qu’il était impossible de parler librement de la réalité de l’Espagne, décidèrent d’en évoquer l’imaginaire… Il s’agissait d’un groupe d’amis, dont les modèles furent les grands cerveaux du cinéma d’art et d’essai européen. 
Si tous les historiens du cinéma qui se sont intéressés à ce mouvement n’y inscrivent pas tous le même nombre de réalisateurs, on peut tout de même établir la liste suivante qui est celle établie en 1967 par Jacinto Esteva Grewe (es), membre incontestable du mouvement: 
Vicente Aranda, Joaquim Jordà, Jacinto Esteva, Gonzalo Suárez, Carlos Durán, Ricardo Bofill, Jorge Grau. Deux autres cinéastes Jaime Camino et José Maria Nunes peuvent eux aussi, selon l’avis d’une majorité des historiens être associés à ce mouvement.
Pere Portabella avait toujours refusé d’être assimilé à l’École de Barcelone, qu’il qualifiait par ailleurs de « slogan ». S’il est incontestable que celui-ci entretenait des relations avec les membres de ce que l’on appelait à l’époque « la gauche divine », son cinéma n’avait en revanche pas les mêmes perspectives que le cinéma de l’École de Barcelone.
Le sous-titre du livre d’Esteve Riambau (es) et Casimir Torreiro sur l’École de Barcelone indique: « le cinéma de la gauche divine ». Il s’agit d’une expression née sous la plume du journaliste Joan de Sagarra (en) qui désignait une frange de la bourgeoisie barcelonaise acquise à des idées de gauche, baignant dans le milieu de la publicité, de la mode, ou de l’édition et clairement influencée par la « tendance française ». Cette « gauche divine » avait l’habitude de fréquenter les endroits en vogue de la ville, comme le Pub Tuset, la discothèque Bocaccio ou la Cova del Drac, aujourd’hui élevés au rang de véritables mythes.
S’il est la plupart du temps admis que l’expression « École de Barcelone » fut une invention de Ricardo Muñoz Suay (es), des révélations postérieures à beaucoup de travaux historiques sur la question viennent contredire, ce qui était devenu à tort, une évidence.
C'est lors d’une table ronde consacrée au mouvement cinématographique, qui eut lieu le 14 mars 1991, que José María Nunes, attribua la paternité de ce slogan à Carlos Duran. Nunes déclarait ce jour-là :
« Un jour alors que nous étions dans le bureau d’Esteva […] j’expliquais que je ne faisais pas du Nuevo Cinema Catalan, mais plutôt un cinéma de Barcelone. Carlos [Duran] ajouta : On pourrait créer une École de Barcelone, tout comme à New York, il y a l’École de New York. […] Muñoz Suay se l’est attribuée, mais la dénomination est de Carlos Durán. C’est exactement comme ça que cela s’est passé. » C’est à partir de cette idée d’une École de Barcelone qu’il fut décidé de réaliser un film-manifeste, réalisé par J. Esteva, en collaboration avec J.Jordà : Dante no es únicamente severo (Dante n’est pas uniquement sévère, 1967). Le film, qui s’annonce comme étant composé « d’un prologue, de neuf chapitres et d’un épilogue » multiplie les références au cinéma français, notamment en procédant à des inserts d’affiches de films de la Nouvelle Vague. D’autres films comme Fata Morgana (1965), Noche de vino tinto (es) (1966), comptent parmi les œuvres majeures de l’École de Barcelone.
Les films de l’École de Barcelone, bien que la cohérence de ce mouvement ne soit pas fondée sur une unité esthétique, étaient tous empreints d’une recherche formelle incontestable. La réaction face au cinéma du NCE et à sa narrative classique était évidente. L’aspect expérimental de certains films est manifeste : dans la répétition des flash-back, dans la « désolidarisation » des séquences entre elles, et dans l’utilisation d’une symbolique cryptique. Par ailleurs, ces films semblaient pour la plupart d’entre eux se passer complètement hors du temps, et de la réalité sociale de l’Espagne de l’époque. 
Si la plupart des membres de l’École de Barcelone étaient, à l’image des cinéastes du NCE, des militants antifranquistes, souvent proches du PSUC, leur engagement politique n’était pas présent dans leurs réalisations cinématographiques. Le cinéma de l’École de Barcelone n’était pas non plus un cinéma catalaniste. On ne ressent pas dans ces films, dans lesquels les dialogues étaient le plus souvent en castillan, de volonté particulière de défendre la spécificité culturelle catalane, ce qui est par ailleurs logique car certains de ces membres n’étaient pas catalans, et parfois même, pas espagnols non plus. José María Nunes (es), cinéaste portugais qui vivait à Barcelone depuis de nombreuses années déclarait : « Je ne fais pas un cinéma catalan, mais un cinéma de Barcelone. »

## Filmographie élémentaire
- Fata Morgana (1965), Vicente Aranda
- Dante no es únicamente severo (1967), Jacinto Esteva et Joaquim Jordà
- Noche de vino tinto (1966), José Maria Nunes